# بهجت طالب
الشيخ بهجت طالب تولد دمشق شاغور 1909 توفي 1989 إمام جامع السنانية بدمشق في باب الجابية لما يربو على أربعين عاماً و كان مسجده السنانية قبلة الفتوى في دمشق وريفها.
سافر شاباً يافعاً إلى مصر خمس سنوات لينال الشهادة العالمية من الأزهر الشريف، ثم عاد مدرسا في معهد التهذيب و التعليم بمدينة دمشق القلبقجية سوق الحرير، لمادتي النحو و الفقه الشافعي، و اعتنى بتحفيظ ألفية ابن مالك للطلاب، و أصبح مديراً للمعهد والشيخ محمد رشيد الخطيب الحسني كان المشرف العام، وصحبه من المدرسين في المعهد الشيخ محمود الحبال (التوحيد-و شرح ابن عقيل-و شرح صحيح مسلم) و الشيخ بشير بن الشيخ هاشم مدرسا لشرح ابن عقيل و التجويد.
كان الشيخ بهجت بعد ملازمته للشيخ هاشم الخطيب الحسني من أبرز تلاميذه، و كان من أقرانه عنده الشيخ صالح فرفور، بل سبقه الشيخ بهجت في حضور دروس الشيخ هاشم.
خطب الشيخ بهجت في الجامع الكبير في وسط حي كفرسوسة الدمشقي وامتدت خطبته لما يزيد على ثلاثين عاماً.